# 馬蒂努斯·胡圖恩
馬蒂努斯·胡圖恩（荷蘭語：Martinus Houttuyn，1720年—1798年5月2日）是一名荷蘭博物學家。
胡圖恩出生於荷恩，曾在萊頓大學主修醫學，1753年移居阿姆斯特丹。他出版了許多關於自然史的書籍，如《Natuurlyke Historie of uitvoerige Beschryving der Dieren, Planten en Mineraalen, volgens het Samenstel van den Heer Linnaeus》，共37卷（1761年—1773年），按照卡爾·林奈的劃分，分為動物界、植物界和礦物界。他關注的領域包括翼葉植物、毛葉植物和精毛植物。他在阿姆斯特丹去世。蕺菜屬（Houttuynia）以他的名字命名。
胡圖恩是《荷蘭鳥類》第2、3、4 和5卷的共同作者。第一作者是科尼利厄斯·諾茲曼。

## 所命名的分類
（列表可能不完整）
- 8个馬蒂努斯·胡圖恩命名的分類單元

## 外部連結
- 'Houtkunde' – A representation of inland and foreign wood by Martinus Houttuyn, 1773
- ipni.org The International Plant Names Index  （页面存档备份，存于）
- M. Boeseman, W. de Ligny, Martinus Houttuyn (1720–1798) and his contributions to the natural sciences, with emphasis on zoology, Zoologische Verhandelingen 349, 2004, p. 1-222 PDF （页面存档备份，存于）